# Image Comics
Image Comics é uma editora de banda desenhada (português europeu) ou história em quadrinhos (português brasileiro) norte-americana fundada em 1992 por sete ilustradores e roteiristas dissidentes da Marvel Comics.
Inicialmente a "Image Comics" era um selo da Malibu Comics.
A editora passou a ser um local onde os criadores pudessem publicar os seus materiais sem ter que ceder os direitos autorais dos seus personagens, sendo que estes ficam como propriedades de quem os criou. O sucesso da Image mudou significativamente a posição dos criadores na indústria das Histórias em Quadrinhos nos anos 90, mas alguns conflitos entre seus sócios e a falta de experiência dos envolvidos contribuíram para a vinda de fortunas voláteis para a companhia.
Nos primeiros anos de sua criação, nos anos 90, chegou a alcançar a posição de "segunda maior editora", tendo ultrapassado a DC Comics na média de revistas vendidas mensalmente nos EUA, ficando atrás somente da Marvel. Atualmente, se posiciona regularmente como a terceira maior do mercado, atrás da Marvel e da DC, respectivamente, em primeiro e segundo lugar, competindo dessa forma, desde 2010, também com a IDW Publishing e, historicamente, com a Dark Horse Comics.

## Titulos
- Gen¹³
- Savage Dragon
- Spawn
- WildC.A.T.s
- Witchblade
- ShadowHawk
- Sex Criminals
- Deadly Class
- Invincible
- The Walking Dead
- Saga
- Paper Girls
- Danger Girl
- Nowhere Men
- Outcast

## Adaptações
| Ano       | Titulo                         | Distribuição        |
| --------- | ------------------------------ | ------------------- |
| 1994      | O Corvo                        | Dimension Films     |
| 1995      | Tank Girl                      | United Artists      |
| 1996      | O Corvo - A Cidade dos Anjos   | Dimension Films     |
| 1997      | Spawn                          | New Line Cinema     |
| 2001      | O Corvo - A Salvação           | Dimension Films     |
| 2001-2002 | Witchblade                     | TNT                 |
| 2003      | Bulletproof Monk               | Metro-Goldwyn-Mayer |
| 2005      | O Corvo - Vingança Maldita     | Dimension Films     |
| 2008      | O Procurado                    | Universal Studios   |
| 2010      | Kick-Ass                       | Universal Studios   |
| 2010 —    | The Walking Dead               | AMC                 |
| 2013      | Kick-Ass 2                     | Universal Studios   |
| 2015 —    | Fear the Walking Dead          | AMC                 |
| 2016-2018 | Outcast                        | Cinemax             |
| 2016-2021 | Wynonna Earp                   | SyFy                |
| 2017      | I Kill Giants                  | XYZ Films           |
| 2017-2019 | Happy!                         | SyFy                |
| 2019      | Deadly Class                   | SyFy                |
| 2020      | The Old Guard                  | Netflix             |
| 2020 —    | The Walking Dead: World Beyond | AMC                 |
| 2021      | Jupiter's Legacy               | Netflix             |